# Bad Zurzach
Bad Zurzach és un poble i antic municipi del cantó d'Argòvia (Suïssa), situat al districte de Zurzach. El 2022 es fusionà amb Baldingen, Böbikon, Kaiserstuhl, Rekingen, Rietheim, Rümikon i Wislikofen per crear el nou municipi de Zurzach.